# Scott McCaughey
Scott McCaughey (apellido pronunciado "Mac-COY") es un músico estadounidense, es el líder y guitarrista principal de The Young Fresh Fellows y The Minus 5, bandas originarias de Seattle y Portland.
Desde 1994 hasta 2011, trabajó junto a R.E.M. tanto en el escenario como músico de soporte, como en el estudio. Aunque originalmente entró como seguindo guitarrista para la gira de Monster, McCaughey permaneció con R.E.M. haciendo varias tareas, contribuyendo con la banda en los álbumes de estudio New Adventures in Hi-Fi, Up, Reveal, Around the Sun, Accelerate y Collapse into Now. Además, ha recibido créditos por su trabajo en los álbumes en vivo R.E.M. Live y Live at The Olympia, y también en la recopilación de 2003, In Time. Trabajando con R.E.M., McCaughey tocaba la guitarra, el bajo, el teclado y hacía coros.
También es bajista de la banda de Robyn Hitchcock, The Venus 3, junto a Bill Rieflin y Peter Buck.
En 2008, McCaughey formó la banda The Baseball Project con Buck, Steve Wynn y Linda Pitmon. Su primer álbum, Volume 1: Frozen Ropes and Dying Quails, trata varios aspectos de la cultura del béisbol e incluye una canción en honor a Harvey Haddix, lanzador de los Pittsburgh Pirates.